# Villacollo
Villacollo (auch: Bombo) ist eine Ortschaft im Departamento Oruro im südamerikanischen Andenstaat Bolivien.

## Lage im Nahraum
Villacollo liegt in der Provinz Pantaleón Dalence und ist der zentrale Ort im Cantón Bombo im Municipio Huanuni. Die Ortschaft liegt auf einer Höhe von 4159 m in einem Seitental zum Río Willa Kkollu, der flussabwärts in den Río Huanuni übergeht.

## Geographie
Villacollo liegt auf dem bolivianischen Altiplano am Westrand der Cordillera Azanaques, einem Teilabschnitt der Cordillera Central. Die Region weist ein ausgeprägtes Tageszeitenklima auf, die durchschnittliche Temperaturschwankung im Tagesverlauf fällt deutlicher aus als im Verlauf der Jahreszeiten.
Die Jahresdurchschnittstemperatur der Region liegt bei knapp 9 °C, die Monatswerte schwanken zwischen 4 °C im Juni/Juli und 11 °C von November bis März (siehe Klimadiagramm Huanuni). Der Jahresniederschlag beträgt nur niedrige 350 mm, von April bis Oktober herrscht eine ausgeprägte Trockenzeit mit Monatswerten von unter 10 mm, nur von Dezember bis März fallen nennenswerte Monatsniederschläge zwischen 55 und 85 mm.

## Verkehrsnetz
Villacollo liegt in einer Entfernung von 65 Straßenkilometern südöstlich von Oruro, der Hauptstadt des gleichnamigen Departamentos.
Von Oruro führt die asphaltierte Nationalstraße Ruta 1 in südlicher Richtung dreißig Kilometer nach Machacamarca. Dort zweigt die ebenfalls asphaltierte Ruta 6 in südöstlicher Richtung ab und überquert bei Huanuni den Río Huanuni. Sechzehn Kilometer flussaufwärts zweigt eine Nebenstraße nach rechts in südwestlicher Richtung von der Ruta 6 ab und erreicht nach einem Kilometer die Ortschaft Villacollo.

## Bevölkerung
Die Einwohnerzahl der Ortschaft ist in dem Jahrzehnt zwischen den beiden letzten Volkszählungen auf die Hälfte zurückgegangen:
| Jahr | Einwohner         | Quelle       |
| ---- | ----------------- | ------------ |
| 1992 | keine Detaildaten | Volkszählung |
| 2001 | 244               | Volkszählung |
| 2012 | 130               | Volkszählung |
| 2024 |                   | Volkszählung |

Die Region ist gekennzeichnet durch einen hohen Anteil indigener Bevölkerung, in der Provinz Pantaleón Dalence sprechen 69,8 Prozent der Einwohner Quechua.